# Ataxia albisetosa
Ataxia albisetosa là một loài bọ cánh cứng trong họ Cerambycidae.